# Mario Vallotto
Mario Vallotto (Mirano, 18 de noviembre de 1933-Padua, 22 de abril de 1966) fue un deportista italiano que compitió en ciclismo en la modalidad de pista, especialista en las pruebas de persecución.
Participó en los Juegos Olímpicos de Roma 1960, obteniendo una medalla de oro en la prueba de persecución por equipos (junto con Luigi Arienti, Franco Testa y Marino Vigna). Ganó una medalla de plata en el Campeonato Mundial de Ciclismo en Pista de 1959, en la misma disciplina.

## Medallero internacional
| Juegos Olímpicos   | Juegos Olímpicos         | Juegos Olímpicos | Juegos Olímpicos           |
| Año                | Lugar                    | Medalla          | Competición                |
| ------------------ | ------------------------ | ---------------- | -------------------------- |
| 1960               | Roma (Italia)            | Medalla de oro   | Persecución por equipos    |
| Campeonato Mundial |                          |                  |                            |
| Año                | Lugar                    | Medalla          | Competición                |
| 1959               | Ámsterdam (Países Bajos) | Medalla de plata | Persecución individual (A) |